# Українка (Сімферопольський район)
Украї́нка (до 1945 року — Курчи́, крим. Qurçı) — село Сімферопольського району Автономної Республіки Крим.

## Географія
Село Українка знаходиться в центрі району, в першому поздовжньому пониженні Внутрішнього пасма Кримських гір, в балці струмка Курча, лівої притоки Салгира. Відстань до Сімферополя близько 4 кілометрів, сусідні села — Клинівка за 1,5 кілометра на південь, Залісся за 2 км на захід і Тепле за 1,5 км на схід. Висота над рівнем моря 344 м.

## Назва
Історичну кримськотатарську назву «Курчи» виводять зі тюркського слова qurçi — стрілець, зброєносець, також можливо це родова назва. Варіант «Курци» вже є зросійщенною версією.
З назвою «Українка» на сьогодні є плутанина з однойменним районом Сімферополя.

## Історія

Меморіал на честь Великої вітчизняної війни в селі

За російськими джерелами, село Курци входить в число перших російських поселень в Криму, заснованих незабаром після анексії Кримського ханства Російською імперією, 8 лютого 1784 року
Після окупації Криму більшовиками, за постановою Кримревкома від 8 січня 1921 року була скасована волосна система і село включили до складу Підгороднє-Петровського району. 11 жовтня 1923 року, згідно з постановою ВЦВК, в адміністративний поділ Кримської АРСР були внесені зміни, в результаті яких був ліквідований Підгороднє-Петровський район і утворений Сімферопольський і Курци включили до його складу.
Указом Президії Верховної Ради РРФСР від 21 серпня 1945 року село Курци було перейменоване в Українку. Указом Президії Верховної Ради УРСР «Про укрупнення сільських районів Кримської області», від 30 грудня 1962 року Українку приєднали до Бахчисарайського району, а з 1 січня 1965 року, указом Президії ВР УРСР «Про внесення змін до адміністративного районування УРСР — по Кримській області», включили до складу Симферопольского.

## Населення
Згідно з переписом УРСР 1989 року чисельність наявного населення села становила 942 особи, з яких 441 чоловік та 501 жінка.
За переписом населення України 2001 року в селі мешкало 1899 осіб.

### Мова
Розподіл населення за рідною мовою за даними перепису 2001 року:
| Мова              | Відсоток |
| ----------------- | -------- |
| кримськотатарська | 51,85 %  |
| російська         | 42,02 %  |
| українська        | 1,96 %   |
| грецька           | 0,32 %   |
| білоруська        | 0,16 %   |
| інші              | 3,69 %   |

## Люди
В селі народився Білик Віктор Кирилович (1937—1992) — український живописець.